# Paulien Ryckx
Paulien Ryckx is een Belgisch korfbalster.

## Levensloop
Ryckx werd op vierjarige leeftijd actief in het korfbal bij KC Temse. Bij deze club doorliep ze de volledig jeugdreeksen en sloot ze vervolgens aan bij de kernploeg. Momenteel is ze er kapitein van de eerste ploeg.
Tevens was ze actief in de jeugdselecties van het Belgisch korfbalteam. Zo maakte ze in 2015 deel uit van de beloftenploeg die Europees kampioen werd. Ook kwam ze verschillende malen uit voor de Belgian Diamonds en behoorde ze tot de voorselectie van de nationale ploeg voor de Wereldspelen van 2022.
In het beachkorfbal behaalde ze met het Belgisch nationaal team brons op het wereldkampioenschap van 2022.